# Apachekolos clavipes
Apachekolos clavipes är en tvåvingeart som först beskrevs av Johnson 1894.  Apachekolos clavipes ingår i släktet Apachekolos och familjen rovflugor. Inga underarter finns listade i Catalogue of Life.